# Тевяшов, Владимир Николаевич
Тевяшов Владимир Николаевич (8 августа 1840 года, слобода Колыбелка Острогожского уезда — 1919 год) — статский советник, археограф, краевед, представитель дворянского рода Тевяшевых. Брат Н. Н. Тевяшова, военного и административного деятеля, Туркестанского генерал-губернатора.

## Биография
Владимир Николаевич Тевяшов родился 8 августа 1840 года в слободе Колыбелка Острогожского уезда Воронежской губернии.
В 1859 году окончил Николаевское кавалерийское училище юнкеров и подпрапорщиков в Санкт-Петербурге, но уже в следующем году вышел в отставку с военной службы.
С 1862 года по 1882 год служил старшим помощником акцизного надзирателя в Воронежской губернии.
С 1868 года по 1882 год служил председателем Острогожской уездной земской управы, одновременно с этим с 1869 года был уездным предводителем дворянства. Владимир Николаевич Тевяшов занимался строительством школ, больниц, со¬здавал ветеринарную службу.
В 1882—1886 годах служил в департаменте уделов Орловской губернии.
С 1886 года работал мировым судьёй в Острогожске, земским начальником Острогожского уезда.
С 1890 года Владимир Николаевич жил в слободе Колыбелка.
В апреле 1900 он вышел в отставку с гражданской службы.

## Краеведческая деятельность
Краеведческие интересы Тевяшова сформировались в середине 1890-х годов, когда он начал публиковать заметки и статьи в «Памятных книжках Воронежской губернии». В 1892 году он опубликовал статью об экономическом положении крестьян слободы Владимировка Острогожского уезда, которая носила статистический характер.
В 1896 году опубликовал подборку материалов из семейного архива, в которой рассматривалось положение Бобровского и Острогожского уездов в начале XIX века.
Вскоре В. Н. Тевяшов становится активным деятелем Воронежской учёной архивной комиссии и занимается историей Острогожска. Документы, которые он публиковал, в том числе «Строельная книга», позволили определить точное время строительства крепости (июль — ноябрь 1652 года).
К 250-летию Острогожска Тевяшов подготовил подробный очерк, часть которого была опубликована. Он занимался также разборкой «второвских актов», им описано более 200 документов XVII века, которые составили отдельный том трудов Воронежской учёной архивной комиссии.
Тевяшов В. Н. опубликовал описи дел Острогожской провинциальной канцелярии за 1766—1779 годы и Острогожского уездного суда за 1789—1800 годы.
Умер Владимир Николаевич Тевяшов во время гражданской войны в 1919 году в слободе Колыбелка при невыясненных обстоятельствах.

## Сочинения
- Пещерные монастыри Острогожского уезда («Труды Воронежской ученой архивной комиссии», Воронеж, 1902. Выпуск 1);
- Описание Воронежских древних актов («Труды Воронежской ученой архивной комиссии», Воронеж, 1914. Выпуск 5).